# Duiventoren (Lo)

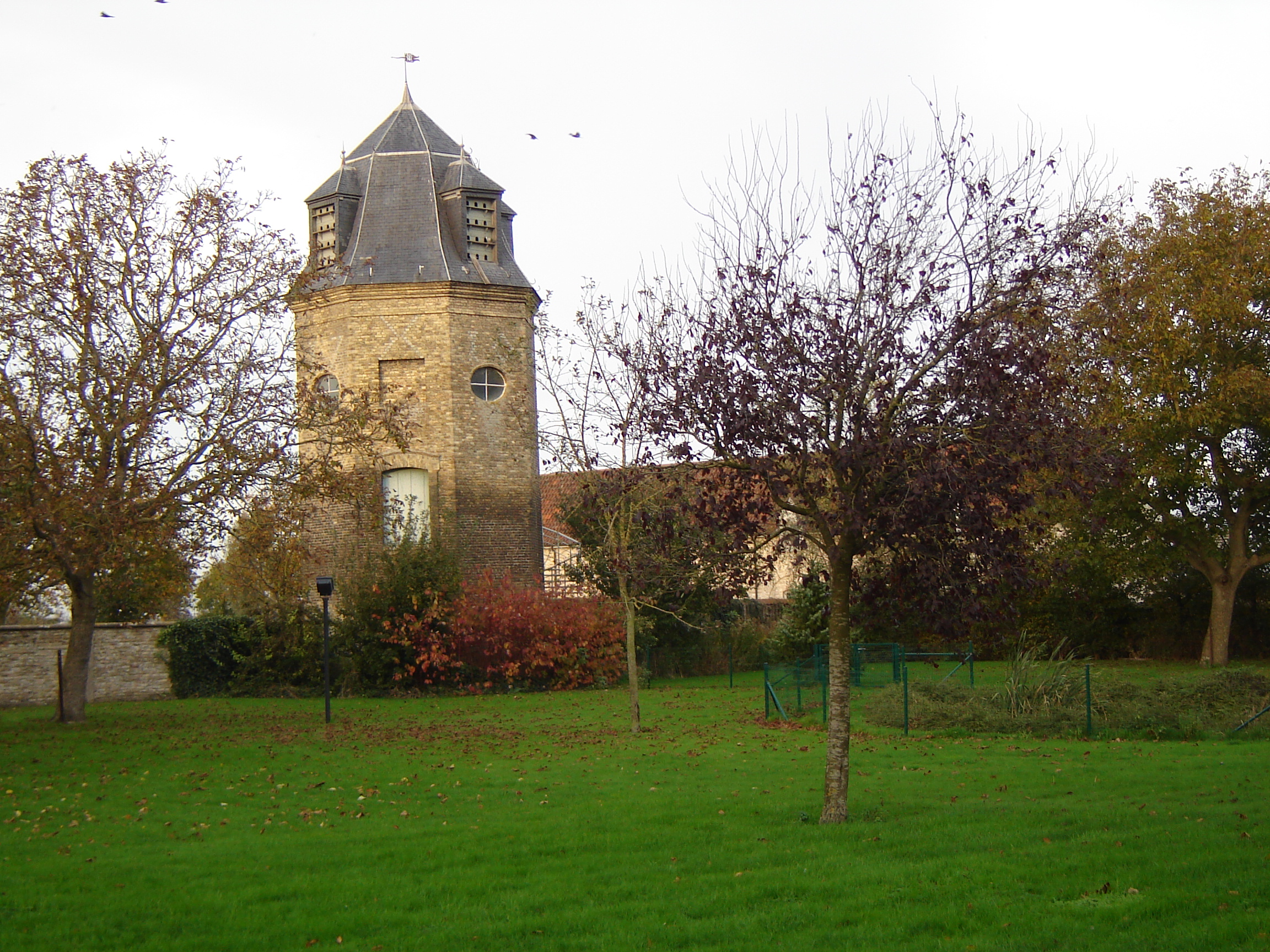
Duiventoren

De duiventoren is een torentje in het stadje Lo in de Belgische provincie West-Vlaanderen. Deze duiventoren werd in 1710 gebouwd op het domein van de Sint-Pietersabdij. De toren telt bovenaan 1132 hokjes waar duiven werden gehouden. Onder in de toren hield men andere dieren, zoals varkens.
Volgens de legende trok de toen pas gekozen abt Patricius Fraeys naar Rome. Zijn monniken vroegen hem of ze voor een verrassing mochten zorgen bij zijn terugkomst, wat deze toren bleek te zijn.